# 당데랑
당데랑(프랑스어: Dent d’Hérens, 4,174m)는 이탈리아와 스위스의 국경에 위치한 페나인 알프스의 산이다. 산은 마테호른에서 서쪽으로 몇 킬로미터 떨어져 있다.
아오스타 산장(2,781m)은 일반 루트로 사용된다.

## 명칭
산의 이름은 더 북쪽에 위치한 계곡인 데랑 계곡에서 따왔다. 원래 이름은 아마도 당블랑쉬였을 것이며, 현재 발데랑이 내려다보이는 인근 당블랑쉬의 이름이다. 오래된 지도에서는 두 정상이 모두 있는 지역에서 바이스찬호른(Weisszahnhorn, 흰 이빨봉)이라는 이름만 주어졌고, 프랑스어 이름(당블랑쉬)은 1820년에만 나타난다. 당데랑은 당블랑쉬 뒤에 숨어 있기때문에 덜 눈에 띄기 때문에 ‘데랑’이라는 이름이 붙었다. ‘데랑’이라고 불리는 하부 데랑 계곡 주민들은 ‘블랑쉬’, 그러나 상부 데랑 계곡 사람들은 당드롱(Dent de Rong) 또는 당데렝(Dent d'Erins)라고 불렀고, 일반적인 혼란에 기여했다. 오늘날 사용되는 이름은 1862년 두포우르(Dufour) 지도가 완성된 이후 공식 이름이 되었다.

## 지리

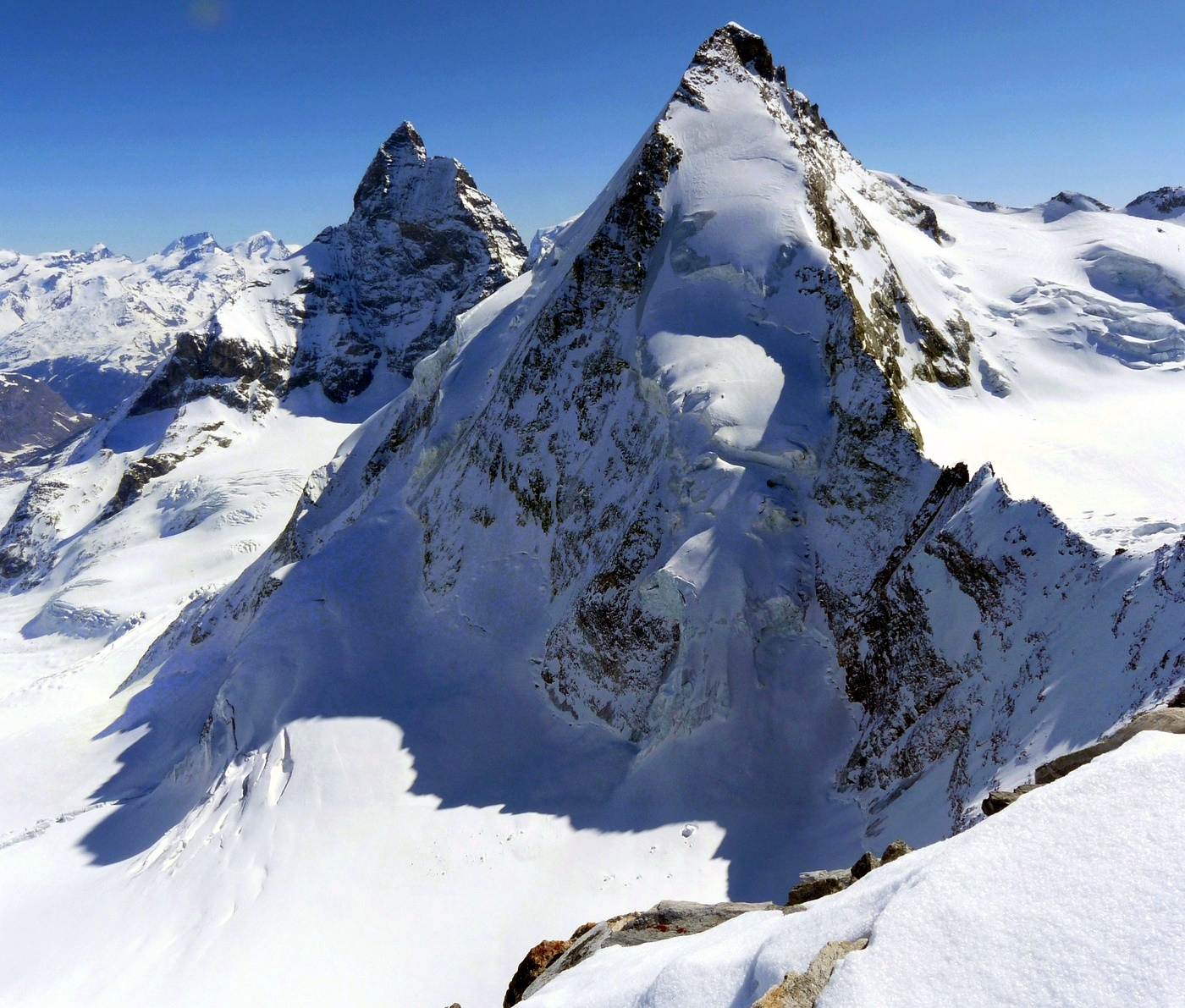
마터호른(좌)과 서쪽의 당데랑 (우)

당데랑은 북쪽의 스위스 발레주, 남쪽의 이탈리아 아오스타 계곡의 지역 사이의 주요 고산 유역에 위치하고 있다. 산의 북쪽은 론강 유역의 일부이고, 남쪽은 포강의 배수 분지의 일부이다.
당데랑은 마테호른에서 서쪽으로 4km, 이탈리아(남쪽) 쪽의 체르비니아 마을 북쪽에 있다. 스위스(북쪽) 쪽에서는 체르마트 마을에서 12km 떨어진 츠무트의 외딴 계곡에 있는 츠무트 빙하 위로 산이 솟아 있다. 이름에서 알 수 있듯이 당데랑은 북쪽으로 몇 킬로미터 떨어진 당블랑쉬처럼 발데랑를 내려다 보지 않는다.

## 등반사
1863년 8월 12일 플로렌스 크라우포드 그로브, 윌리엄 에드워드 홀, 레기날드 조머레드 맥도날드, 몬태규 우드마스, 메ᅟᅢᆯ히어 안더레크, 장 피에르 카샤, 피터 레렝이 처음으로 산을 등정했다. 이 산은 며칠 전에 에드워드 휨퍼가 시도했다. 장 안투아네 카렐과 룩 마이네, 그러나 휨퍼는 느슨한 암석 때문에 서쪽 능선을 따라 계획된 경로에서 후퇴해야 한다고 주장했다. 윔퍼는 첫 등정에서 멜히어 안더에크가 그랑데 무라유 빙하를 오르는 선과 남서쪽 측면을 선택하지 않은 것에 화가 났고 나중에 다음과 같이 썼다.
| “ | 이것은 내가 오르기 위해 글을 쓴 알프스의 유일한 산이었고 조만간 나에게 넘어지지 않았다. 우리의 실패는 참담했다. | ” |

첫 번째 겨울 등반은 1910년 1월 16일 M. 피아첸차, JJ 카렐 및 GB 펠리시어에 의해 이루어졌다.

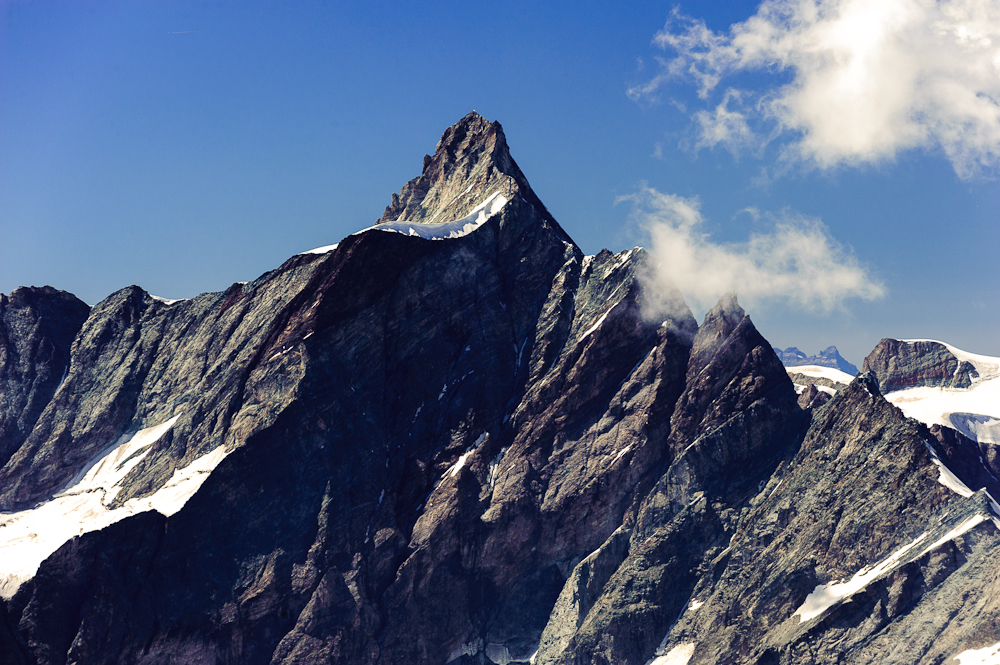
클라인 마터호른 (동쪽)에서 본 풍경

1,300미터의 북벽은 1923년 8월 2일 조지 핀치, TGB 포스터 및 R. 페토에 의해 북벽 대각선(핀치 루트)을 통해 처음으로 탐사했다. 바로 올라간 것이 아니라 비스듬히 횡단하여, 벽의 주요 난코스를 피했다. 이들은 2년 후 1925년 8월 10일 ‘벨첸바흐 루트’(빌로 벨첸바흐 및 오이겐 알바인)의 직통 노선에 의해 해결되었으며, 이는 북벽의 첫 번째 등정으로 간주될 수 있다. 1959년 8월 5일 윌프리드 노이스는 CJ 모르트록 및 잭 새들러와 함께 영국인 최초로 벨첸바흐 루트를 등정했다. 이 경로는 1964년 3월 14-17일에 첫 겨울 등반에서 대규모 구조 작업의 현장이었다. 정상을 등반하고 정상에 등반한 후 독일팀, 폴란드팀 및 스위스팀 등반가 연합팀은 200미터 남서쪽 면을 따라 내려가다가 두 번의 추락을 겪었다. 부상당한 등반가들은 구조되기까지 4일 동안 산에 갇혀 있었고, 베르베카는 나중에 병원에서 사망했으며, 디베스와 네프는 절단이 필요했다.